# Morgenröte (Wilden)

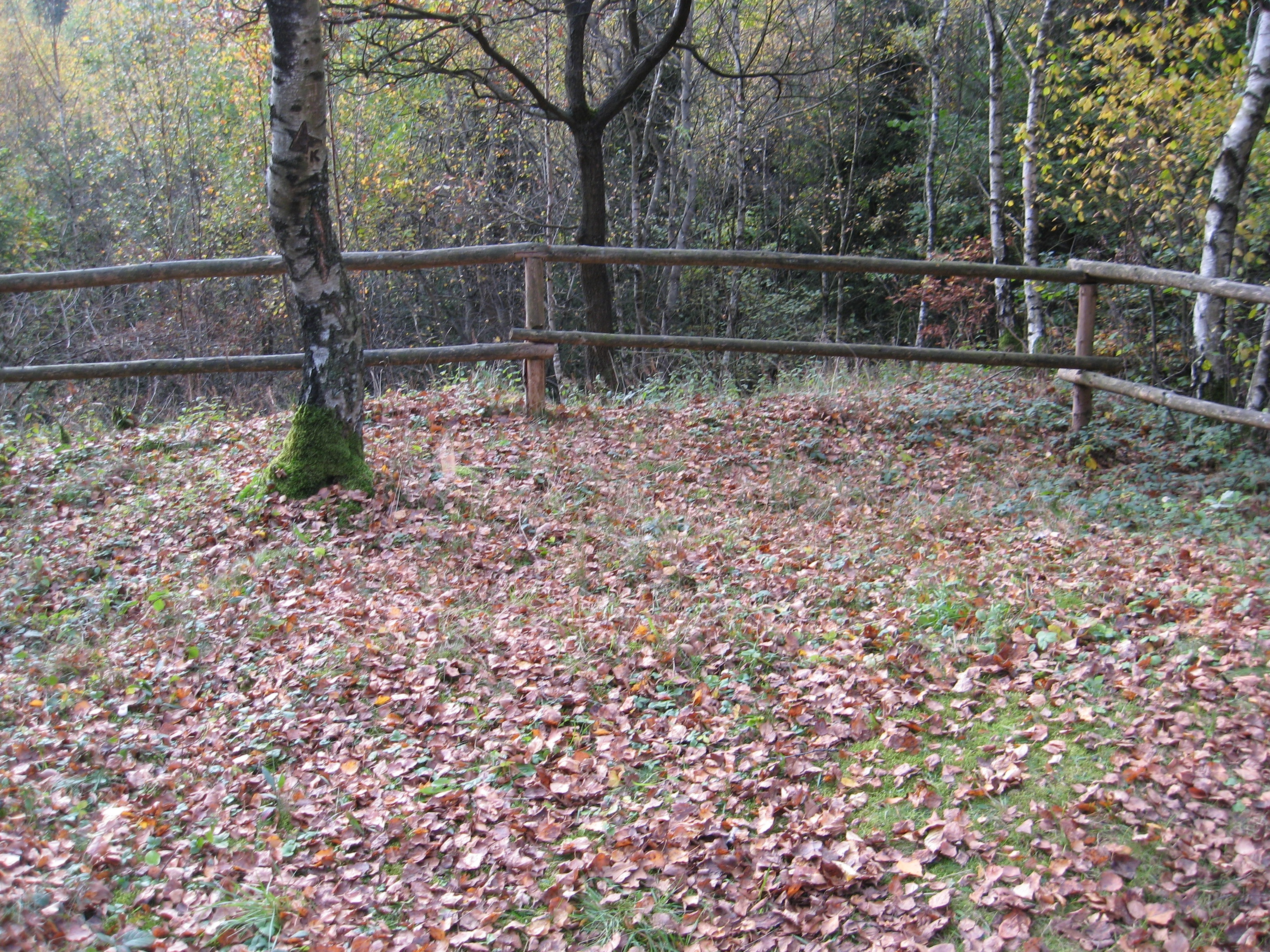
Halde der Grube Morgenröte

Die Grube Morgenröte war eine kleine Eisenerzgrube bei Wilden (Gemeinde Wilnsdorf) im Kreis Siegen-Wittgenstein in Nordrhein-Westfalen. Die Grube lag unterhalb des Elkersbergs, nordöstlich der Waldstraße, auf einer Höhe von ca. 380 m. Die Grube wurde mit der Wildener Grube Landeskrone konsolidiert. Der, an einem Waldweg liegende, durch ein Gitter versperrte, zugefallene Stolleneingang und die ihm gegenüberliegende Halde sind heute noch gut zu erkennen. Auf der Halde wurde ein Aussichtspunkt, bestehend aus einer Bank und Zäunen, errichtet.

## Geschichte
Am 21. März 1874 wurde ein 109.410 m² großes Bergwerksfeld unter dem Namen Morgenröte gemutet. 24 Personen, meist aus Wilden stammend, erhielten das Recht auf den Abbau von Eisernerzen. am Ende eines etwa 300 m langen Stollen wurde ein ca. 40 m tiefer Tagesschacht angelegt. 10 m unter der Rasenoberfläche wurde ein Querschlag angelegt. Am 15. Januar 1915 wurde die Grube letztmals betrieben. Bis 1953 diente der Stollen der Gemeinde Wilden zur Trinkwassergewinnung.